# Serra de les Olives
La Serra de les Olives és una serra situada al municipi de Sant Mateu de Bages, a la comarca catalana del Bages, amb una elevació màxima de 837 metres.